# Ulica Warszawska w Leżajsku
Ulica Warszawska w Leżajsku – ulica w Leżajsku łącząca plac Mariacki z północną granicą miasta.
Nazwę otrzymała 18 czerwca 2003 roku. Przy ulicy znajdują się Kalwaria Leżajska i Rezerwat przyrody Las Klasztorny, przy którym stoi zabytkowa kapliczka. 31 października 2014 roku został zlikwidowany przejazd kolejowy (ulica posiada nieciągłość), a zabytkowy Bahnwachhaus zburzony. Od granicy miasta do skrzyżowania z ulicą Piłsudskiego jest drogą krajową nr 77, a do skrzyżowania z ulicą Przytorze wzdłuż ulicy biegnie linia kolejowa nr 68.

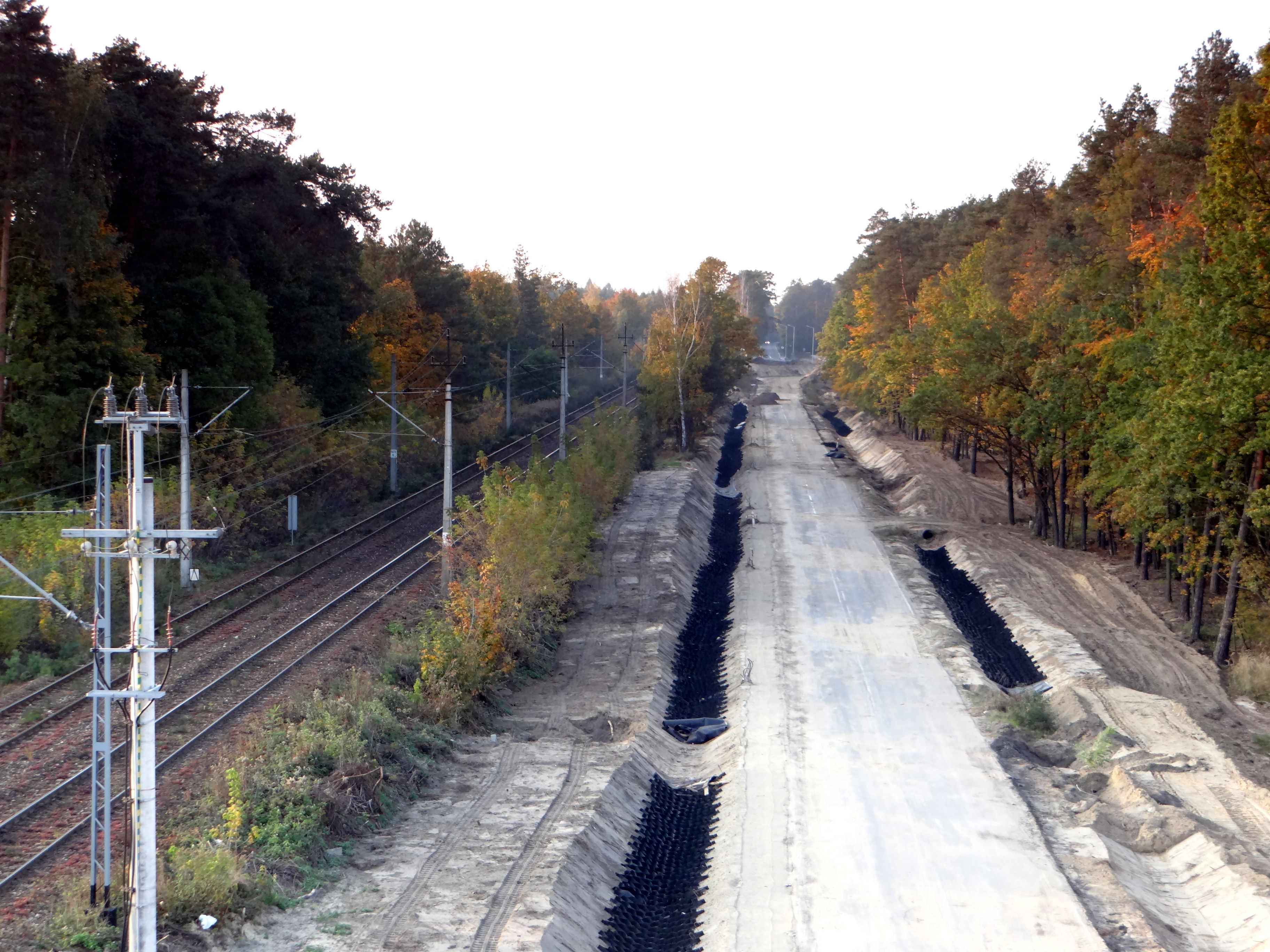
Ulica Warszawska (widok w kierunku północnej granicy miasta)